# Olympische Sommerspiele 2000/Teilnehmer (Kolumbien)
| Gelbes Symbol für Goldmedaillen mit stilisierten Olympischen Ringen | Graues Symbol für Silbermedaillen mit stilisierten Olympischen Ringen | Braundes Symbol für Bronzemedaillen mit stilisierten Olympischen Ringen |
| ------------------------------------------------------------------- | --------------------------------------------------------------------- | ----------------------------------------------------------------------- |
| 1                                                                   | —                                                                     | —                                                                       |

Kolumbien nahm an den Olympischen Sommerspielen 2000 in Sydney, Australien, mit einer Delegation von 44 Athleten, darunter 25 Männer und 19 Frauen, in 45 Wettbewerben in 13 Sportarten teil. Fahnenträgerin bei der Eröffnungsfeier war die Gewichtheberin María Isabel Urrutia, sie gewann auch die einzige Medaille für Kolumbien.

## Medaillengewinner

### Gold
| Name                 | Sportart     | Wettkampf                       |
| -------------------- | ------------ | ------------------------------- |
| María Isabel Urrutia | Gewichtheben | Frauen, Schwergewicht bis 75 kg |

## Teilnehmer nach Sportarten

### Boxen
Männer
- Francisco Calderón
Weltergewicht: 2. Runde

- José Leonardo Cruz
Leichtgewicht: 2. Runde

- Andrés Ledesma
Federgewicht: 1. Runde

### Fechten
| Männer - Mauricio Rivas Degen, Einzel: 14. Platz | Frauen - Ángela María Espinosa Degen, Einzel: 35. Platz |

### Gewichtheben
| Männer - Nelson Castro Bantamgewicht: 11. Platz | Frauen - Carmenza Delgado Superschwergewicht: 4. Platz - María Isabel Urrutia Schwergewicht: Gold |

### Leichtathletik
| Männer - José Alirio Carrasco Marathon: DNF - Gilmar Mayo Hochsprung: 23. Platz in der Qualifikation - Jimmy Pino 200 Meter: Vorläufe | Frauen - Mirtha Brock 4 × 100 Meter: Halbfinale - Iglandini González Marathon: 40. Platz - Norma González 400 Meter: Vorläufe - Sabina Moya Speerwurf: 34. Platz in der Qualifikation - Digna Luz Murillo 4 × 100 Meter: Halbfinale (nur in den Vorläufen eingesetzt) - Melissa Murillo 4 × 100 Meter: Halbfinale - Felipa Palacios 200 Meter: Halbfinale 4 × 100 Meter: Halbfinale - Ximena Restrepo 4 × 100 Meter: Halbfinale |

### Radsport
| Männer - Santiago Botero Straßenrennen: DNF - Diego Garavito Mountainbike Cross-Country: DNF - Jhon García Straßenrennen: DNF - Fredy González Straßenrennen: DNF - Ruber Marín Straßenrennen: 30. Platz - Víctor Hugo Peña Straßenrennen: DNF Einzelzeitfahren: 24. Platz - Marlon Pérez Punktefahren: 21. Platz | Frauen - María Luisa Calle Einerverfolgung: 12. Platz Punktefahren: 11. Platz - Flor Marina Delgadillo Mountainbike Cross-Country: 24. Platz |

### Reiten
- Manuel Torres
Springen, Einzel: 14. Platz

### Ringen
Männer
- Edison Hurtado
Weltergewicht, Freistil: 14. Platz

### Schießen
| Männer - Danilo Caro Trap: 7. Platz Doppeltrap: 23. Platz - Andrés Felipe Torres Laufende Scheibe: 9. Platz | Frauen - Adriana Rendón Luftpistole: 11. Platz Sportpistole: 32. Platz |

### Schwimmen
| Männer - Camilo Becerra 50 Meter Freistil: 44. Platz - Alejandro Bermúdez 200 Meter Rücken: 28. Platz 400 Meter Lagen: 35. Platz - Fernando Jácome 100 Meter Freistil: 47. Platz 200 Meter Freistil: 34. Platz - Germán Martínez 100 Meter Rücken: 50. Platz | Frauen - Isabel Ceballos 100 Meter Brust: 26. Platz 200 Meter Brust: 25. Platz |

### Taekwondo
Frauen
- Milton Castro
Schwergewicht: 5. Platz

### Tennis
Frauen
- Mariana Mesa
Doppel: 1. Runde

- Fabiola Zuluaga
Einzel: Achtelfinale
Doppel: 1. Runde

### Triathlon
Frauen
- María Morales
Einzel: 37. Platz

### Wasserspringen
| Männer - Juan Guillermo Urán Kunstspringen: 41. Platz Turmspringen: 27. Platz | Frauen - Diana Pineda Kunstspringen: 34. Platz |